# Pedro del Hierro
Pedro del Hierro (Madrid, 3 de octubre de 1948-3 de abril de 2015) fue un diseñador español de alta costura de lujo, caracterizado por la modernidad y la exclusividad de sus diseños. Realizó trabajos de alta costura para grandes personalidades; fue uno de los diseñadores que más casas reales  ha vestido, y un clásico consagrado en la Cibeles Madrid Fashion Week.

## Biografía
Hijo del pintor y profesor Pedro Mozos, se educó en un ambiente artístico. Aunque la influencia de su padre le hizo aficionarse por la pintura, es en el mundo de la moda donde afloró por completo el talento de Pedro del Hierro.
Presentó su primera colección en 1976. Pero sería a partir de 1976 tras ingresar en la Cámara de Alta Costura, cuando Del Hierro se empezaría a fraguar con su estilo visionario, creativo e innovador en el referente de la modernidad. De este modo fue haciéndose un hueco entre los grandes modistas de la época, como Pedro Rodríguez y Manuel Pertegaz.
Pedro del Hierro se convirtió en el primer diseñador de moda español con una boutique propia en unos grandes almacenes al integrar sus colecciones en el Grupo Cortefiel en 1989. Antes de fichar para Cortefiel diseñó moda para El Corte Inglés. Nueve años más tarde, se comercializarían sus diseños en sus propias tiendas, las tiendas PdH.
En 2003 se vio obligado a abandonar la dirección creativa de la marca por problemas del corazón, y fue sustituido en julio de 2012, por Carmen March como cabeza visible de la marca.
Pedro del Hierro falleció en Madrid, el 3 de abril de 2015, a causa de las dolencias cardíacas que arrastró a lo largo de gran parte su vida.

## Méritos
- 1976: Es admitido en la cámara de la Alta Costura de España.
- 1992: Premio Bailays a la Moda Española por la mejor colección presentada en Pasarela Cibeles (otoño-invierno 91-92).
- 2001: Alfiler de oro en la Pasarela Costa del Sol.[6]
- 2002: Premio Máster Andalucía por su trayectoria y buen hacer en el mundo de la moda.
- 2003: Premio Cincuenta Aniversario de la Asociación Española contra el Cáncer de La Rioja por su colaboración presentando en Logroño su colección primavera verano 2003.
- 2003: Miembro de Honor del Círculo de Escritores de la Moda.
- 2005: Premio I Edición Pasarela Banús en homenaje a la moda española.

## Frases célebres
«Soy el único que hace moda».
«Mis diseños serán siempre una forma de expresión que ayudarán a buscar las mejores cualidades de uno mismo».